# Batavus
Batavus BV er en hollandsk producent af cykler, som ejes af konglomeratet Accell Group European Cycle .
Batavus Intercycle Corporation var den førende producent af cykler og knallerter i Nederland i 1970'erne. I dets mest produktive år blev 70.000 Batavus knallerter og 250.000 cykler fremstillet årligt på den 33.000 kvadratmeter store fabrik i Heerenveen. På samme tidspunkt blev 55 procent af produktionen eksporteret og resten af produktionen blev afsat på det indenlandske marked, der bestod af mere end to millioner knallerter i 1977.

## Historie
Andries Gaastra åbnede i 1904 en forretning der solgte ure og mindre landbrugsmaskiner. Indenfor et par år begyndte han også at handle med cykler af det tyske mærke Presto. I 1909 blev Batavus registreret som varemærke og en produktion af cykler blev påbegyndt.